# Glycyphana varicorensis
Glycyphana varicorensis är en skalbaggsart som beskrevs av Hermann Burmeister 1842. Glycyphana varicorensis ingår i släktet Glycyphana och familjen Cetoniidae.

## Underarter
Arten delas in i följande underarter:
- G. v. aruensis
- G. v. dammeriensis
- G. v. kirbyi
- G. v. pseudofascia
- G. v. rufopicta
- G. v. thursdayana
- G. v. aromatica